# Svealands län
Svealands län var en föreslagen regionbildning i Sverige i den statliga Indelningskommitténs delbetänkande och i regeringsutspel 2016. Den var enligt förslaget tänkt att implementeras den 1 juni 2019, men planerna lades i november 2016 på is till följd av bristande parlamentariskt stöd.
Enligt förslaget skulle det nya länet och landstinget bestå av dagens Dalarnas, Gävleborgs, Södermanlands, Uppsala, Västmanlands och Örebro län.
Den föreslagna regionen motsvarar (bortsett från Värmlands län) Uppsala-Örebro sjukvårdsregion, och ungefär de informella regionerna Mälardalsregionen och Bergslagen, men är bara en delmängd av landsdelen Svealand. Regionen skulle bestå av 64 kommuner.